# Nachal Minta
Nachal Minta (hebrejsky: נחל מנתה) je vádí v severním Izraeli, v údolí řeky Jordán.
Začíná v nadmořské výšce okolo 100 metrů na východních svazích náhorní planiny Ramat Kochav, nedaleko od archeologického a turistického areálu Belvoir (zvaného též Kochav ha-Jarden). Vádí směřuje k východu, míjí pramen Ejn Minta (עין מנתה) a po prudkých, bezlesých svazích sestupuje do zemědělsky využívaného údolí řeky Jordán, kde míjí po jižním okraji vesnici Neve Ur a nedaleko od ní ústí do Jordánu.